# Live and Crazy
Live and Crazy, prodotto nel 1990 dalla Musicolor, è il quinto e ultimo album full-length della band tedesca heavy metal Tyrant ed è un album “live”.

## Tracce
1. I'm Crazy (04:25)
2. Free For All (03:30)
3. Make Noise and Drinking Beer (03:45)
4. Blood Suckin' Woman (06:05)
5. Get Ready (03:31)
6. Set'em On Fire (03:49)
7. Steamhammer (05:51)
8. Rock Your Bottom (04:46)
9. Let's Dance (03:34)
10. Wanna Make Love (05:28)

## Edizioni
1990
- Stampa mondiale su vinile della Musicolor in pochissime copie.

1991
- Ristampa su CD della Musicolor con le stesse tracce dell'originale versione del 1990.

## Formazione
- Kerrmit - voce
- Tom Kees - chitarra
- Lubo "Ironhead" Sterzik - chitarra
- Marc Oppold - batteria
- Chris Peterson - basso